# Gibberella zeae
Gibberella zeae, também conhecida como Fusarium graminearum em seu estado anamorfo, é um fungo ascomiceto patógeno que causa a fusariose do trigo, responsável por perdas econômicas de bilhões de dólares em regiões onde o clima é úmido e quente, com precipitações pluviais elevadas.

## Ciclo de vida
A forma Fusarium graminearum é haploide e homotálica. Os corpos de frutificação, denominados peritécios, desenvolvem-se no micélio e originam os esporos sexuais chamados ascosporos. Estes, por sua vez, são depositados nas partes sensíveis da planta hospedeira e começam a germinar. A germinação ocorre dentro de seis horas após a aterrissagem do esporo na planta.
Em seguida, o fungo produz macroconídios por reprodução assexuada. Estas estruturas hibernam no solo ou em restos de plantas em campo e dão origem ao micélio na próxima temporada.